# عبد الله بن محمد بن عقيل التميمي
عبد الله بن محمد بن عقيِّل المشرفي الوهيبي التميمي (1295- 1385هـ / 1878-1965م)، أحد أبرز شخصيات القرن العشرين في تاريخ المملكة العربية السعودية في مرحلة التأسيس، حقق الانتصارات المتلاحقة وساهم في استتباب الأمن في المملكة، لقب بأمير البيارق، كلّفه الملك عبد العزيز إمارة جازان ورئاسة الوفد السعودي المكلف بلجنة ترسيم الحدود البريّة السعودية اليمنية عام 1935، وعينه أميراً على الجوف خلفاً لوالده.
اشتُهر بكرمه ومد يد العون للضعفاء والمحتاجين فلقب بهداج تيماء، برع في الشعر وكتب في الغزل العذري والحكمة والفراق، وله مجموعة من القصائد التي كان يلقيها ويسمعها في المناسبات الخاصة.

## نشأته وطفولته
ولد «عبد الله بن عقيّل» في بلدته (قصر بن عقيّل) غرب الرس بمنطقة القصيم، إذ كان والده أول أميراً لها بتكليف من المؤسس الملك عبد العزيز. نشأ وتربى فـي كنف والده، تعلم الكتابة والقراءة عند معلمي وكُتّاب البلدة الموجودين آنذاك وحفظ القرآن على يد الشيخ «عبد الرحمن بن بطي» وتعلّم الفروسية وهو صغير السن وساعده في ذلك أنه نشأ في زمن كانت الحروب والمناوشات قائمة فيه بين القبائل بعضهم مع بعض من جهة وبين ابن سعود وخصومه من جهة أخرى.

## جهاده ونشاطه
بدأ اتصاله بالملك عبد العزيز قبل معركة الوادي (1) والمعروفة (معركة الشنانة) فــي رجـب 1322هـ واشترك فيها أثناء حصار قصر ابن عقيل والتي انتصر فيها ابن سعود على خصمه ابن رشيد وهي المعركة الحاسمة في تاريخ التأسيس.
عمل مستشاراً للأمير تركي بن عبد العزيز أمير القصيم –الابن الأول للملك عبد العزيز– في 13/2/1324هـ واستمر لمدة سنتين.
شارك في حصار بريدة عام 1326هـ.
قام بجباية زكاة قبيلة حرب.
وفي عام 1340هـ شارك في حصار حائل.
وفي عام 1343هـ عينه الملك عبد العزيز أميراً على الجوف إلى عام 1345هـ قاد خلالها عدة سرايا لتأديب القبائل العراقية على الحدود المشتركة مع المملكة.
وفي عام 1346هـ تولى قيادة عدة جيوش في شمال المملكة للقضاء على الحركات المناوئة مثل: حركة أبو طقيقة حاكم ضبا، وتمرد بنو عطية في تبوك، والحويطات وابن معتاد وغيرهم.
وفي عام 1347هـ شارك في معركة السبلة.
وفي عام 1348هـ شارك مع الأمير عبد العزيز بن مساعد في معركة الدبدبة.
وفي عام 1350هـ كلّفه الملك عبد العزيز بجباية زكاة قبائل حرب وعتيبة ومطير وبني رشيد وما خالطهم من القبائل.
كان من الرجال الموثوقين الذين يسند إليهم الملك عبد العزيز المهمات الصعبة:
ففي عام 1351هـ كلفه الملك عبد العزيز بالقضاء على حركة حامد بن رفادة وخاض معه عدة معارك حتى هزمه.
وفي عام 1353هـ ولاّه الملك عبد العزيز إمارة جازان وأثناء تلك الفترة كلفه برئاسة الوفد السعودي بلجنة ترسيم الحدود السعودية اليمنية عام 1354هـ (4).
استمر في جازان حتى 21/5/1355هـ حيث استدعاه الأمير فيصل بن عبد العزيز أمير الحجاز في ذلك الوقت لأداء بعض المهام هناك.
بعد تلك المهام الكثيرة التي قام بها الأمير عبد الله بن عقيّل بهمة قوية وعزيمة صادقة وولاء لولاة أمره عاد ليتولى القيام بإمارة بلدته قصر ابن عقيل حيث كان يشغلها منذ وفاة والده بتعيين من عبد العزيز آل سعود عام 1325هـ حتى: 29-11-1376هـ حيث استدعاه الملك سعود لتوجه إلى الرياض لتكليفه ببعض المهام فيها.
وفي عام 1377هـ عيّنه الملك سعود مستشاراً برئاسة الحرس الوطني واستمر في ذلك حتى أحيل على التقاعد عام 1382هـ

## توليه إمارة الجوف
ذكر الرحّآلة محمد شفيق أفندي مصطفى في كتابه: في (قلب نجد والحجاز) بعض المواقف مع الأمير ابن عقيّل فقال:«ووصلنا إلى بلدة الجوف فما علم رجال أميرها عبد الله بن محمد بن عقيل بقدومنا حتى خفوا إلى لقاءنا، وكان الأمير ذاته على أبواب المدينة في انتظارنا ليحيينا ويدعونا لضيافته باسم الملك ابن السعود، وهكذا لبينا الدعوة شاكرين»
ويقول أيضا: قد قدّم لي أمير الجوف من لحم الغزال والنعام طعاماً على مائدته فلم أزدرده بشهية لعدم اعتيادي تناوله ولكنهم يعدونه أفخر اللحوم وأجلها شأناً في إكرام خاصة ضيوفهم. ولا يفوتني أن أذكر أن الأمير عبد الله ابن عقيّل لم يكن بدوياً قحاً كأكثر أمراء الجزيرة ولكنه على جانب من العلم والإطلاع غير قليل، وبلاده تحكم طبقاً لأحكام الشرع. على أن مما يوجب العجب أن جريمتي السرقة والزنا تكاد أن تكونا معدومتين قطعياً في تلك البلاد. وأذكر أن أحدهم حضر إلى مجلس الإمارة أمامنا وأبلغ أن كيساً من البُن ضاع منه على مسيرة أربعة أيام من الجوف وهو قادم من جهة حائل ومضى إلى حال سبيله، وحدث بعد يومين أن حضر رجل كان قد سلك هذا الطريق فسأله الأمير عما إذا كان قد وجد شيئاً في الطريق أثناء سفره؟ فقال أنه وجد كيساً من البُن، فسأله الأمير: ومن أين عرفت أن به بناً؟ فأجابه بأنه جسّه من الظاهر بعصاه ثم تركه مكانه، فما كان من الأمير إلاّ أن أمر بضربه خمسين عصا، وهنا رأيت أن أسأل الأمير عن سبب إنزال هذا العقاب بالرجل وهو لم يسرق. فأجابني قائلاً: كان يجب عليه أن يرى الكيس ولا يلمسه حتى يأتيه صاحبه فيأخذه.
وقصّ عليّ الأمير على سبيل التدليل على أمانة أهل نجد وبعدهم عن اقتراف السرقة مهما بلغ شأنها أن يرى أحدهم الذهب في الطريق فلا تمسه يده مهما كان فقيراً معدماً. وقبل أن نغادر الجوف قص عليّ الأمير أن جماعة من السواح الأمريكان والإنجليز طالما حاولوا ارتياد ما بعد الجوف بحجة الاستطلاعات العلمية والجغرافية فلم يأذن لهم الملك ابن السعود مخافة أن يكون لهم شأن آخر كهاتيك الشئون الاستعمارية التي بدأها أمثال هؤلاء في غير بلاد العرب بمثل تلك الأسباب ثم كانت النتيجة بلاء على أهلها. انتهى كلام الرحّآلة.

## أمير البيارق
لقب بأمير البيارق نظراً لكثرة الحروب والسرايا والجيوش التي قادها أيام توحيد المملكة العربية السعودية والتي من أهمها القضاء على ابن رفادة حيث تعددت البيارق والجيوش وتعددت القبائل في تلك المعركة. ويعتبر من مشاهير الجزيرة العربية، وهناك مثل يروى عن كثرة مشاركته وحضوره في المعارك (جيش عقيّل اللي لاينام ولا يقيّل)
ويُعتبر عبد الله من مشاهير الجزيرة العربية ومنها انه سار بأمر الملك عبد العزيز لاخماد حركة ابن رفادة ومعه أكثر من عشرين بيرق لعدة قبائل.
هذا خطابا لنائب الملك بتاريخ: 7 شوال 1344هـ يخبره بعدد القوم وكل بيرق باسمه، ونص الوثيقة ما يلي:
(وردت إلينا برقية من ابن سلطان عطفا لأمر سموكم أننا نعرفكم بعدد القوم وكل بيرق باسمه.. موجودنا يا سيدي أربعة وعشرون بيرقا وباقي القوم بدون بيارق وهذا عموم البيان:
- مطلق بن رشدان عدد قومه (204)
- جريبيع بن سويلم (176)
- محسن الفهيقي (64)
- ابن فريح الشراري (18)
- محمد بن فرحان الأيدا (135)
- فهد بن ظويهر (57)
- هويمل المرتعد (43)
- ابن براك (168)
- ابن نومس (41)
- غازي بن هادي (62)
- نايف بن شميلان (58)
- قاسم بن كحيل (25)
- منقرة (14)
- شافي بن شامان (132)
- خلف بن زهوه (21)
- محمد بن جبل (43)
- علي بن مظهر (29)
- عبيد منقره (12)
- الهايس (84)
- سطام بن فنيدل (76)
- ابن فرحان العطوي (14)
- خلف العواجي (122)
- ابن سمره (59)
- هديبان (41)
- أبوشامه (18)
- الفقرا (122)
- عوض بن نابت (93)
- بدر العواجي (164)
- خويا ابن عقيّل (86)
- الجميع (2183)، يكون معلوم سيدي)

توقيع
عبد الله بن محمد بن عقّيل
وهذه أسماء أصحاب البيارق وأسماء الشيوخ التي وردت في وثيقة ابن عقيل الذي كتبها إلى الملك عبد العزيز في 7 شوال 1344 هـ
- مطلق بن رشدان جعفري من قبيلة عنـزة
- جريبيع بن سويلم غضوري من قبيلة عنـزة
- مسند علي ابن فريح حليسي من قبيلة الشرارات
- محمد فرحان الايدا ولد علي من قبيلة عنـزة
- فهد بن ظويهر غضوري من قبيلة عنـزة
- هويمل المرتعد جعفري من قبيلة عنـزة
- ابن براك براكي من قبيلة بني رشيد
- ابن نومس من قبيلة عنزة
- غازي بن هادي جلادي من قبيلة بني رشيد
- نايف بن شميلان جلادي من قبيلة بني رشيد
- قاسم بن كحيل من ولد علي من قبيلة عنـزة
- منقرة من قبيلة بلي
- شافي بن شامان بجيدي من قبيلة عنـزة
- خلف بن زهوة من ولد علي من قبيلة عنـزة
- محمد بن جبل فقيري من قبيلة عنـزة
- علي بن مظهر من قبيلة بلي
- عبيد منقرة من قبيلة بلي
- الهايس الايدا من قبيلة عنـزة
- سطام بن فنيدل عمودي من قبيلة شمر
- ابن فرحان من قبيلة بني عطية
- خلف العواجي جعفري من قبيلة عنـزة
- ابن سمرة ذيابي من قبيلة بني رشيد
- محسن الفهيقي من الفهيقات
- هديبان مهيمزي من قبيلة بني رشيد
- التيهي الفقير من قبيلة عنزة
- أبو شامة البلوي
- عوض بن نابت خمعلي من قبيلة عنـزة
- بدر العواجي جعفري من قبيلة عنـزة

فيتضح من الوثيقة عدد بيارق كل قبيلة على النحو التالي:
- 13 ـ بيرقا لقبيلة عنـزة
- 6 ـ بيارق لقبيلة بني رشيـــد
- 4 ـ بيارق لقبيلة بلي
- 1 - بيارق الدباوين من الحلسة من قبيلة الشرارات
- 1ـ بيرق واحد عطوي
- 1ـ بيرق واحد ابن عقيل
- 1ـ بيرق واحد من قبيلة شمر

وعدد الجيش 2183

## الأشعار
الجميع يعرف عبد الله بن عقيّل في مجال الإمارة والإدارة والتعامل مع الناس، ولكن القليل من يعرفون بأن عبد الله بن عقيّل من الذين يقرضون الشعر، ويقوله في مناسبات خاصة به ولكنه لم يشتهر بشعره.
ومن خلال قراءتي لشعره وجدت فيه الغزل العفيف والعواطف الرقيقة والإحساس المرهف، وفي شعره الحكمة الجميلة والغزل اللطيف وكان له مجموعة من القصائد القصيرة التي قالها سوف نستعرض بعض ما قاله منها مما وصل إلينا.
وهذه قصيدة يصف فيها حال الرجل عندما يمضي به العمر قال فيها ما يلي:
كما له قصيدة أخرى وهي:
كذلك من قصائده تلك القصيدة يشكي من الغرام ويقول:
ومن شعر ابن عقيّل قصيدة قالها أثناء سفره إلى النمسا للعلاج عام 1383هـ وكان في خلوة فتذكّر دياره وأهله فأخذ يتوجّد يقول فيها:
وذات يوم كان في الحجاز بعيدا عن بلدته القصر واشتاق لها فتذكر مربى صباه وأهله وجماعته وطرا له جبل (أبان) فأحب أن يكون معهم فقال قصيدة مطلعها:

## مراسلاته وخطاباته
توثقت العلاقة بين الملك عبد العزيز وابن عقيّل بعد معركة الشنانة التي شارك فيها ابن عقيّل وانتصر فيها الملك عبد العزيز ومن معه من الرجال وكانت من المعارك الحاسمة في تاريخ تأسيس المملكة. وكانت بينهما مراسلات تنم عن العلاقة الطيبة بينهما ووجد الملك من شجاعة ابن عقيّل وأمانته وولائه ما جعله يكلفه بالأعمال الحكومية ثم بدأ بعدها عمله الرسمي في الدولة. من تلك المراسلات ما يلي:
خطاب أرسله الملك عبد العزيز إلى من يراه يبين فيه حدود قصر ابن عقيّل حتى لا يخفى على أحد نصه ما يلي:
- «بسم الله الرحمن الرحيم.. من عبد العزيز بن عبد الرحمن آل فيصل إلى من يراه السلام عليكم ورحمة الله وبركاته وبعد ذلك طلبوا منا آل عقيّل تحديد ديرتهم وأمضينا لهم من شعيب النخلة إلى قصر مشرف إلى العفين العلو إلى الحمر إلى الأفيحم إلى خشيبي الحضر إلى أصفر القوعي إلى الرضيمة إلى الجندل ما دخل فيه التحديد فهو تبع لابن عقيّل ما لأحد عليه اعتراض يكون معلوم والسلام»

خطاب أرسله الملك إلى ابن عقيّل يخبره فيه بأنه سوف يمر على الرس في سيره وسوف يحل ضيفاً عليه نصه ما يلي:
- «بسم الله الرحمن الرحيم.. من عبد العزيز بن عبد الرحمن آل فيصل إلى جناب الأخ المكرم الأفخم عبد الله بن محمد بن عقيّل سلمه الله تعالى وأبقاه آمين السلام عليكم ورحمة الله وبركاته على الدوام ثم أخي نعرفكم أن حنا اليوم عشينا من دونكم وباكر ناطاكم البيرق ينحر الرس وأنا والعيال نمركم ونتقهوا عندكم وحنا ماشين إنشاء الله ولا حدث زوايد نعرفكم بها سوى الخير والعافية هذا ما لزم والسلام [1325هـ]»

حظي ابن عقيّل من الملك عبد العزيز بتأييد صريح على إمارته في بلدته فوجّه الملك عبد العزيز خطابا إلى من يراه يوضح فيه العلاقة الخاصة الوثيقة بينه وبين ابن عقيّل وأن لا يعارضه أحد في الإمارة يقول فيه:
- «بسم الله الرحمن الرحيم.. من عبد العزيز بن عبد الرحمن آل فيصل إلى كافة أهل الباطن سلام عليكم ورحمة الله وبركاته بعد ذلك من طرف عبد الله بن محمد بن عقيّل بمكان والده أميرا لكم وانتم تصيرون في شوفته إنشاء الله ولا تخالفونه في قليل أو كثير يكون معلوم [12 / 1325هـ]»

كان الملك يراسل الأمير بعدة خطابات يخبره فيها بأحواله وأحوال الدولة والمعيشة ويطلب منه أن يتواصل معه ولا يطيل الغيبة والمراسلة عنه. كما كان الملك يطلب من ابن عقيّل أن يمده بالمال عند الحاجة في وقت الجهاد، من ذلك خطاب أرسله يكلّفه بتأمين نصف مؤنة الجهاد هذا نصّه
- «بسم الله الرحمن الرحيم.. من عبد العزيز بن عبد الرحمن آل فيصل إلى جناب الأخ المكرم عبد الله بن محمد بن عقيّل سلمه الله تعالى آمين السلام عليكم ورحمة الله وبركاته على الدوام مع السؤال عن أحوالكم وأحوالنا بحمد الله جميلة بعد ذلك تدرون إن حنا نحبكم ولا نريد كلافتكم لكن موجب كثر المصارف الذي مصلحتها عايدة لنفع العموم صار علينا بعض قاصر وحطينا عليكم نصف الجهاد العادة مطيتين كل مطيه سبعين ريال إنشاء الله تسلمونه لأمر الابن تركي بوجه العجلة ولا توقفون فيه هذا ما لزم تعريفه ودمتم والسلام [12 / 1334هـ]».

كان الملك يتواصل مع ابن عقيّل بالخطابات الكثيرة التي يبلغه فيها السلام منه ومن والده وإخوانه وأبنائه ويخبره عن أحوال الدولة والبلاد والشعب وكان يخاطبه بكلمة (الأخ) وكلمة (الأفخم) وهذا يدل على مكانة ابن عقيّل لدى الملك عبد العزيز منها هذا الخطاب:
- «بسم الله الرحمن الرحيم.. من عبد العزيز بن عبد الرحمن آل فيصل إلى جناب الأخ المكرم عبد الله بن محمد بن عقيّل سلمه الله تعالى آمين السلام عليكم ورحمة الله وبركاته على الدوام مع السؤال عن حالكم أحوالنا الحمد لله جميلة وصلنا الديرة بالسلامة ما رأينا من فضل الله مكروه أخبارنا صحة والأمطار كثيرة وعامة جميع الجهات نرجو الله أن يجعل فيها البركة هذا ما لزم تعريفه والسلام على الإخوان ومنا سيدي الوالد والإخوان والعيال يسلمون ودمتم [7 شوال 1342]»

عندما كان ابن عقيّل أميرا على الجوف كان الإمام يكلفه بإنجاز بعض المهام التي لا يقدر عليها إلاّ الكبار من الرجال، منها خطاب بعثه الملك يفيد الأمير عبد الله بن عقيّل عن حال القريات ووادي السرحان وأن الاتفاق بين حكومة المملكة وحكومة بريطانيا أنها تابعة للمملكة ويوصيه بالمحافظة على الأمن فيها هذا نصّه
- «بسم الله الرحمن الرحيم.. من عبد العزيز بن عبد الرحمن الفيصل إلى الأخ المكرم عبد الله بن عقيّل سلمه الله تعالى آمين السلام عليكم ورحمة الله وبركاته على الدوام مع السؤال عن أحوالكم لا زلتم بخير أحوالنا من كرم الله جميلة بعد ذلك نعرفكم أنه تم الاتفاق بيننا وبين حكومة بريطانيا على أن وادي السرحان وقريات الملح صارت تبع لنا كان القرار على ذلك بيننا وبين مندوب جلالة الملك السير جلبرت كلايتون أنه بعد وصوله شرق الأردن يرسل لكم مكتوب مع مندوبنا هذا حتى ترسلون من قبلكم رجل مضبوط يستلم قريات الملح يكون وكيل حتى نرسل لكم أمير من قبلنا معه التعليمات اللازمة وانتم تحرصون على عشايرنا ألاّ يتعدى أحد على عشائر الأردن فإن كان حصل شيء من التعدي من عشاير الأردن على عشايرنا فعرفوا به المعتمد معتمد حكومة جلالة الملك بشرق الأردن ولكن تحرصون على السكون وعدم التعدي يكوم معلوم هذا ما لزم ودمتم محروسين والسلام [10 / 2 / 1344]».

خطاب كلّفه الملك بأن يرسل من قبله من يقوم باستلام القريات ونص الخطاب:
- «من عبد العزيز بن عبد الرحمن آل فيصل إلى جناب الأخ المكرم الأفخم عبد الله بن محمد بن عقيّل سلمه الله تعالى آمين السلام عليكم ورحمة الله وبركاته مع السؤال عن حالكم أحوالنا الحمد لله جميلة تقدم لكم قبل هذا خطوط فيها من التعريف كفاية مخصوصا من قبل القريات يكون إن شاء الله بوصول خطنا تروحون لها من عندكم من يقبضها ويستقيم فيها ولكن احرصوا على الرجّال العاقل الذي فيه خير وأوصوه بالعدل والرفق بالناس والمساواة بينهم وعدم التعديات في شيء من الأمور المقصود حرّصوه غاية ما ترون ولا يجي في أمر بدون مراجعتكم يكون معلوم هذا ما لزم تعريفه ودمتم محروسين [15 شعبان 1344هـ]».

كتاب الملك عبد العزيز يخاطب فيه أخيه عبد الله بن عقيّل وما يفيده به من أخبار البلاد والعباد
- «بسم الله الرحمن الرحيم.. من عبد العزيز بن عبد الرحمن آل فيصل إلى جناب الأخ المكرم الأفخم عبد الله بن محمد بن عقيّل سلمه الله تعالى آمين السلام عليكم ورحمة الله وبركاته على الدوام والسؤال عن أحوالكم لا زلتم بحال السرور أحوالنا من كرم الله جميلة خطكم المكرم وصل وما عرفت كان معلوم مخصوص من طرف الأخبار ومنازل العربان أحسنت الإفادة بارك الله فيك أخبارنا صحة ولا حدث ما يوجب الإفادة سوا دوام الخير والعافية الله تعالى المحمود على ذلك نرجو إن الله يديم علينا وعليكم سوابغ نعمه ويرزقنا جميعا شكرها هذا ما لزم تعريفه مع إبلاغ السلام العيال ومن العيال يسلمون ودمتم محروسين والسلام [19 / 5 / 1345]».

كتاب الملك عبد العزيز وثيقة إثبات ملكية ابن عقيّل ملكه في القصر هذا نصّها
- «بسم الله الرحمن الرحيم.. من عبد العزيز بن عبد الرحمن آل فيصل إلى من يراه السلام ويعد من طرف اللي أمضينا لابن عقيّل سابقا حنا متممينه لهم ما لهم فيه معارض يكون معلوم والسلام [8 / 1335هـ]».

كتاب آخر يؤكد فيه ملكيتهم للقصر ونصّه:
- «بسم الله الرحمن الرحيم.. من عبد العزيز بن عبد الرحمن آل فيصل إلى من يراه السلام وبعده من قبل ابن عقيّل وقصره وتبايعه ثابت عندنا معلوم أنه قبل ولايتنا تباعة للرس ولكن أنه من الشنانة وجاي خرجناهم لحالهم ما لأحد عليهم تبعات إلاّ أميرنا الكافة أمير القصيم فالآن أما جميع الناس الذين يدعون عليهم في الأراضي إلى حولهم أو تباعة لهم أما إن كانها أملاك جديّة أو ورث أو غيره فهذا فيه حكم الشرع فإن كان المقصود التبعات فقصر ابن عقيّل وما تبعه من الشنانة وجاي ما لأحد عليه اعتراض ولا تباعة أمره منهم إليهم مع أنه من نزل فيه يوازنونه في أنفسهم ويقومون فيه بأمر الله والمرجع في جميع الأمور حكم الشرع إنشاء الله يكون معلوم [12 / 1353]».

## قالوا عنه
- يقول محمد بن دغيثر أحد مسئولي البرقيات في عهد الملك عبد العزيز: أن الملك عبد العزيز يختار لجيشه الموثوقين، مثّل الملك فيصل في حرب اليمن، والأمير عبد العزيز بن مساعد في القضاء على عزيز الدويش، وعبد الله بن محمد بن عقيل للقضاء على حركة ابن رفادة.[9]
- يذكر أحد كبار السن المعاصرين للملك عبد العزيز يصف المملكة العربية السعودية بأنها خيمة كبيرة عمودها الملك عبد العزيز وأطنابها وأوتادها كل من: الملك فيصل بن عبد العزيز وعبد الله بن جلوي وعبد العزيز بن مساعد وعبد الله بن محمد بن عقيل وإبراهيم بن عبد العزيز الإبراهيم وخالد بن لؤي وآخرون.
- كان ابن عقيّل له صداقات ومعرفة مع مجموعة من الرجال الكرام منهم الشاعر عطا الله بن خزيّم، وله معه قصة نرويها وهي: كان الشاعر ابن خزيّم لديه ذلول أتى بها من عُمان وتوجّه بها إلى الجوف لوجود صديقه عبد الله بن عقيّل بل كان أعز أصدقائه، وهو في الطريق قال قصيدة أسندها لابن عقيّل يخبره فيها عن أحواله وما عانى من تعب في رحلة الحصول على تلك الناقة. ولما وصل إلى ابن عقيّل قال القصيدة أمامه وأعجب بها ابن عقيّل، ثم طلب منه أن يدخل إلى حوش الإبل ويختار منها ما وافق وصف ناقته، فاختار عطا الله ناقة أعجبته وكانت الناقة الحمراء الخاصة بالأمير فأعطاه إياها مع أنه كان يغليها ولكن تقديرا لصديقه ولشعره الجميل.

ومطلع القصيدة ما يلي:
ثم قال:
وبعدما أكمل القصيدة أعطاه ابن عقيّل الناقة التي وافقت وصف ناقته.
- قال فيه الشاعر ابن عمار عندما كان أميرا على الجوف قصيدة طويلة مطلعها:

إلى أن قال:

## وفاته
بعد إحالته إلى التقاعد، مرض ابن عقيّل فلزم الفراش وتخلى عن المسؤوليات، ثم سافر في رحلة علاجية إلى النمسا وعاد بعدها إلى الرياض واشتد عليه عليه المرض إلى أن توفي توفي في 20 جمادى الأولى 1385 الموافق 15 سبتمبر 1965 ودفن بمقبرة العود بالرياض.

## حياته الخاصة
أنجب من الأبناء 13 منهم ستة ذكور.
- تزوج من حصة بنت خليفة آل عقيّل وأنجبا من الذكور:
  - صالح (الأول).
  - محمد (وفاته 1390هـ) (أمير قصر ابن عقيل) من عام 1377هـ حتى عام 1390هـ.
- تزوج من مريضة بنت عناد القاضب وأنجبا من الذكور:
  - صالح (وفاته 1426هـ).
- تزوج من موضي بنت عبد الله آل عيسى وأنجبا من الذكور:
  - سليمان (وفاته 1373هـ).
  - فهد (وفاته 1425هـ).
  - ناصر (وفاته 1422هـ) (أمير قصر ابن عقيل) من عام 1390هـ حتى عام 1422هـ.